# Cytrus

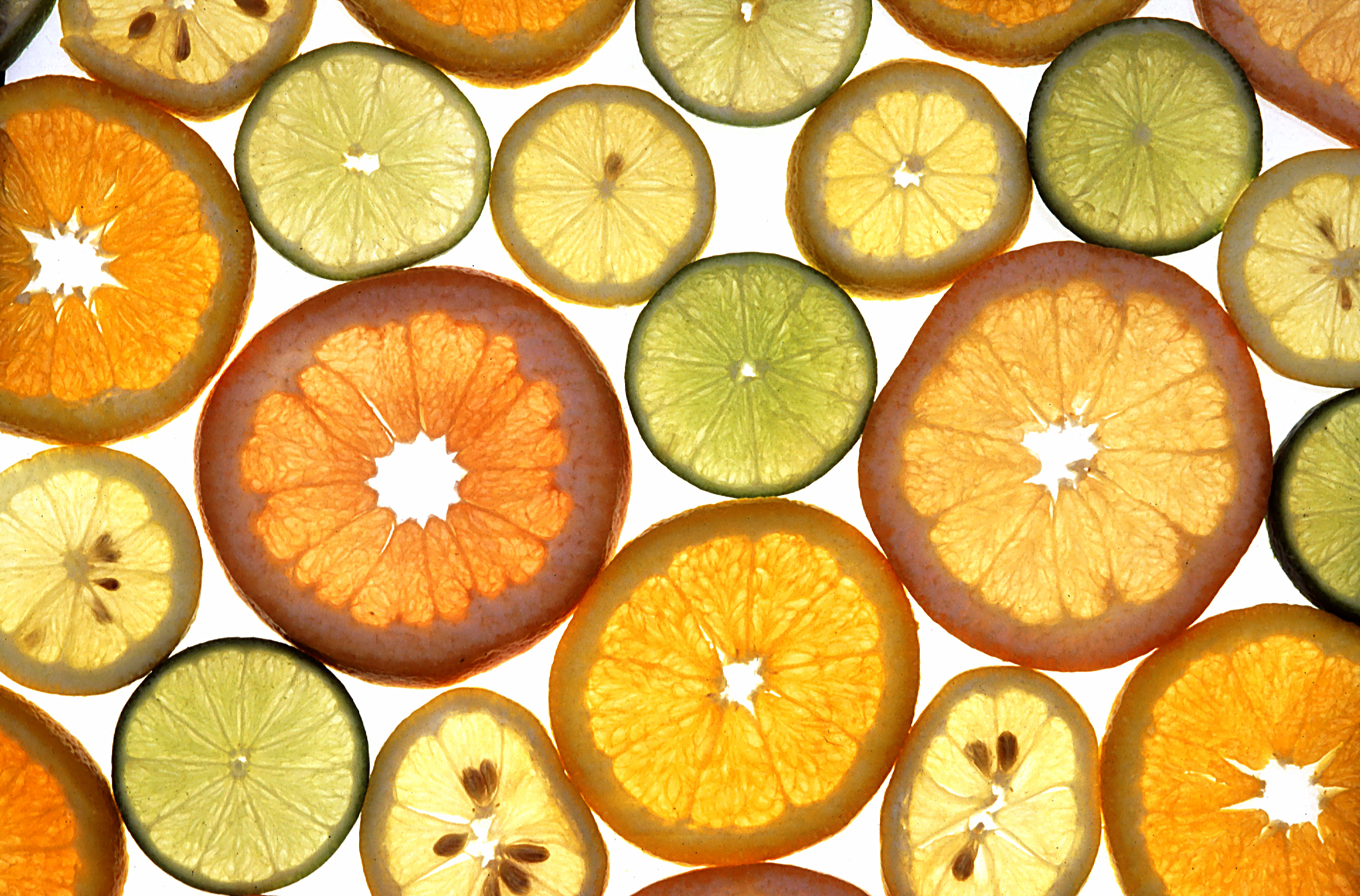
Owoce cytrusów w przekroju poprzecznym

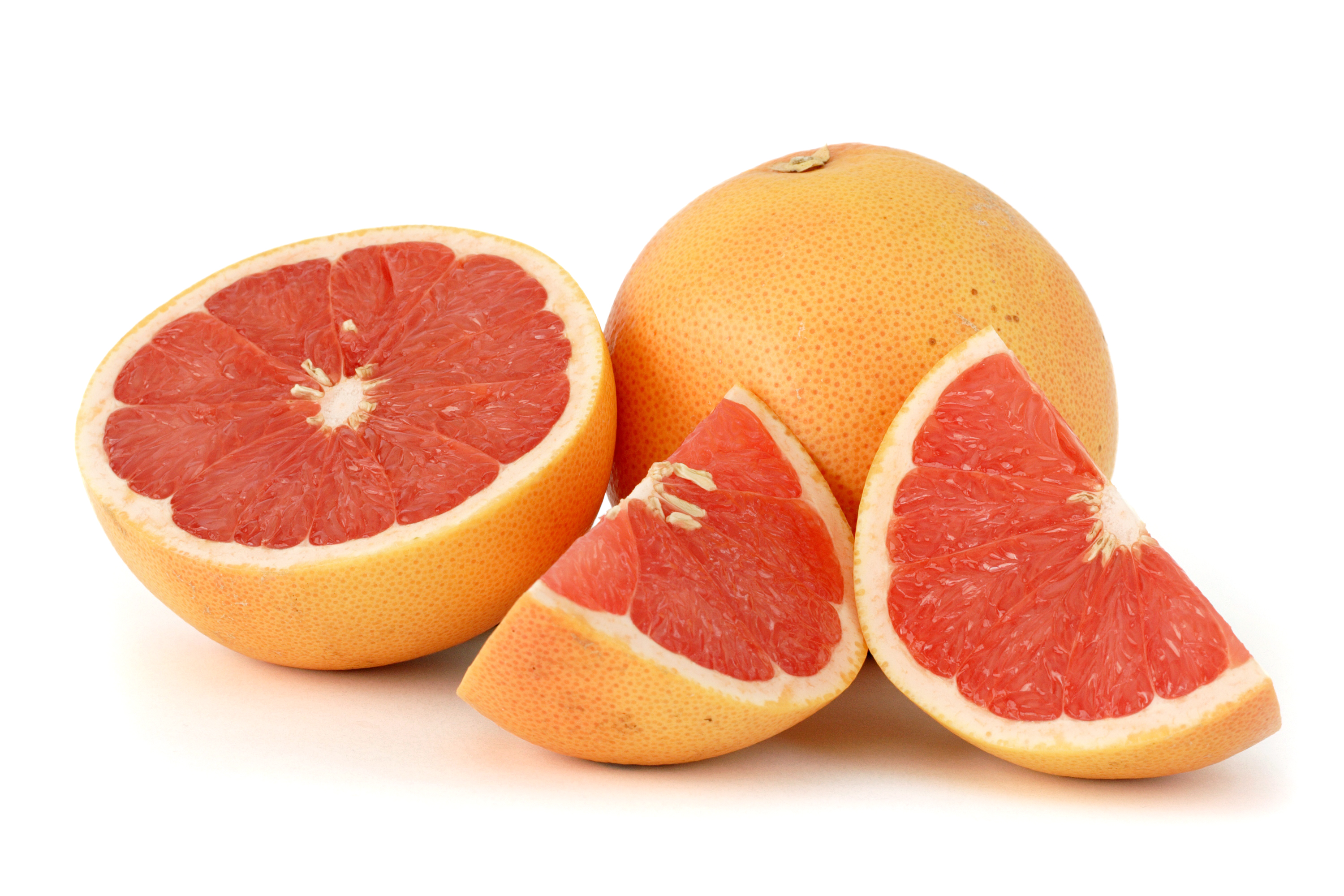
Grejpfrut

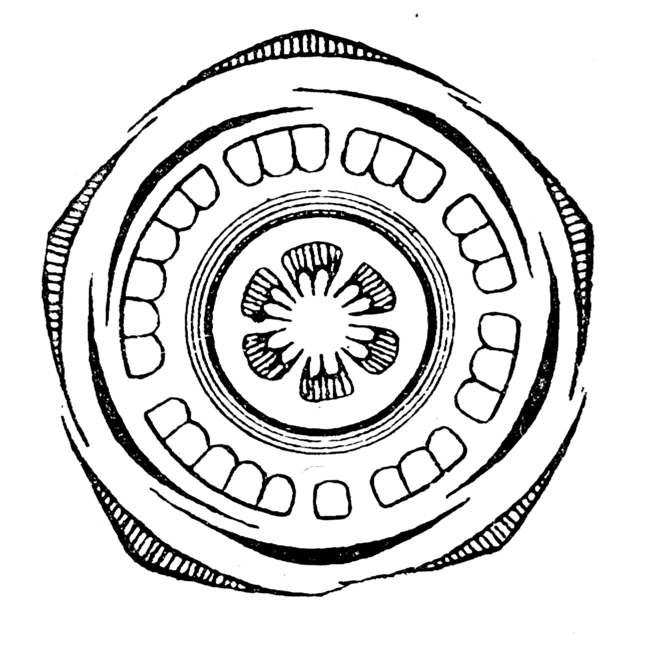
Narys kwiatowy

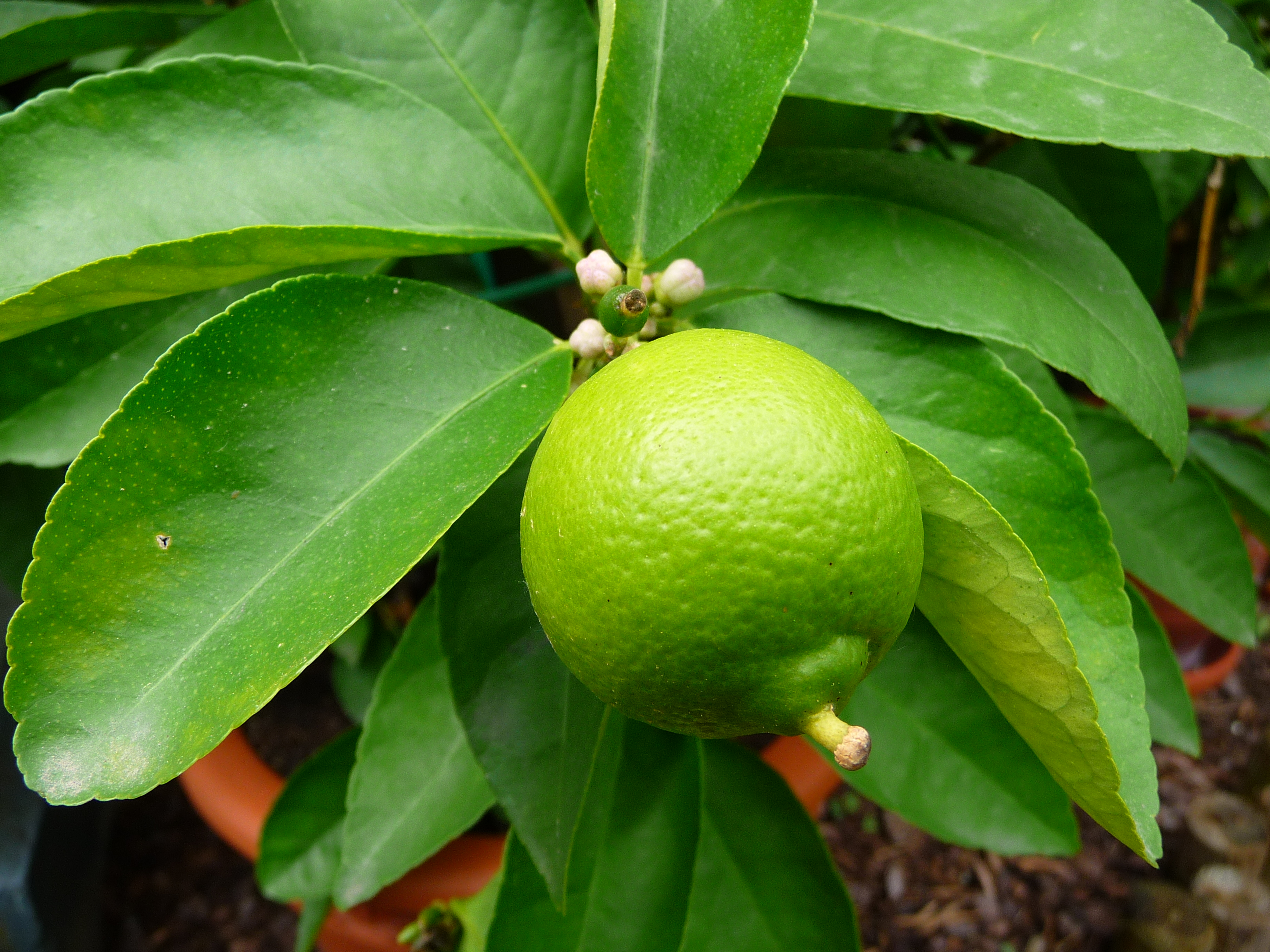
Cytryna

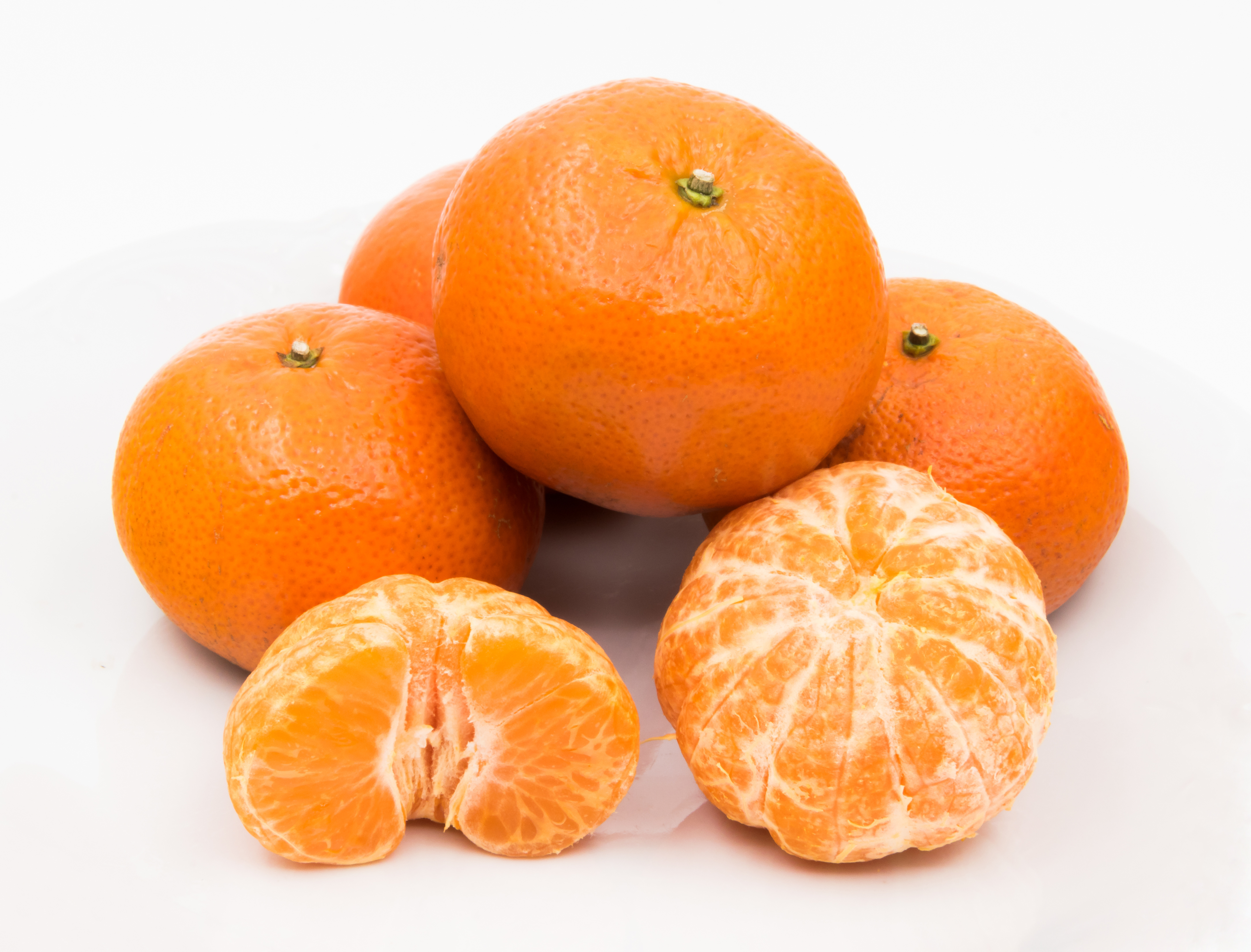
Mandarynki

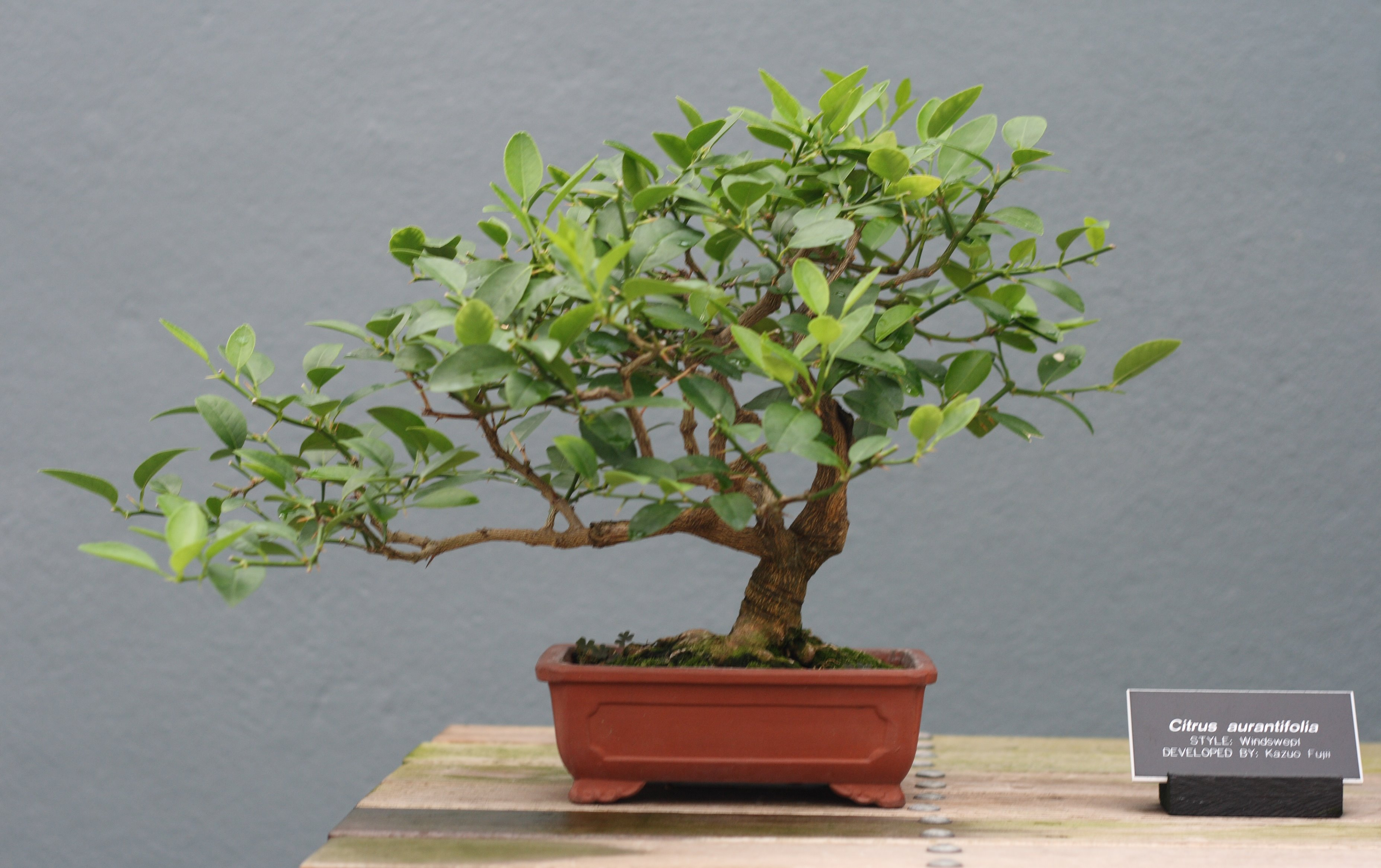
Citrus auratifolia jako bonsai

Cytrus (Citrus L.) – rodzaj roślin z rodziny rutowatych. Wśród taksonomów trwają spory co do definiowania rodzaju, przy czym badania molekularne w XXI wieku wskazują raczej na potrzebę scalenia w ramach tego rodzaju kilku dawniej wyodrębnianych taksonów. Problemy w klasyfikacji rodzaju powoduje też łatwość z jaką należące tu gatunki mieszają się, zdolność do rozmnażania apomiktycznego oraz trwająca od tysięcy lat ich hodowla. Zalicza się tu co najmniej 20–25 gatunków występujących w Azji południowej, wschodniej i południowo-wschodniej, w Australii i wyspach południowo-zachodniego Pacyfiku. Gatunkiem typowym jest  Citrus medica L. Owoce tych roślin zwane cytrusami uważane są za jedne z najważniejszych owoców tropikalnych i subtropikalnych. W dokumentach chińskich znajdują się dowody na ich uprawę już 2200 lat p.n.e., wiele gatunków na półkulę zachodnią trafiło dopiero w XIX i XX wieku.

## Morfologia
PokrójZwykle wiecznie zielone, rzadko zrzucające liście krzewy lub niewysokie drzewa dorastające do 5–15 m, o gęstej, foremnej koronie. Młode pędy zielone, często są spłaszczone lub kanciaste. U wielu gatunków występują ciernie.
LiścieZwykle pojedyncze, wyjątkowo (poncyria trójlistkowa) trójlistkowe. Ogonki liściowe często oskrzydlone. Blaszka liściowa skórzasta, lśniąca, silnie pachnąca (liczne komórki wydzielnicze z olejkami eterycznymi) zwykle eliptyczna, na brzegu całobrzega lub karbowana.
KwiatyWyrastają pojedynczo lub w niewielkich skupieniach w kątach liści. Są obupłciowe lub męskie, pachnące. Kielich kubkowaty z 3–5 ząbkami (działkami). Białych, grubych płatków korony kwiatu jest od 4 (rzadko od 3) do 5 (rzadko do 8). Pręcików jest zwykle 4 razy więcej niż płatków, są one wolne lub u nasady złączone. Na dnie kwiatu dysk miodnikowy. Zalążnia wielokomorowa (od 5 do 14, rzadko do 18 komór), w każdej komorze z kilkoma zalążkami, znamię duże.
OwoceCharakterystyczne, znane jako owoce cytrusowe lub cytrusy. Mięsiste jagody zwane hesperidium, w kolorze od zielonego po ciemnopomarańczowy. U wielu gatunków w młodych owocach dominuje chlorofil, później zwiększa się udział żółtych lub pomarańczowych karotenoidów. Owocnia otaczająca nasiona składa się z trzech warstw. Dwie zewnętrzne tworzą dwuwarstwową skórkę. Zewnętrzna jej część (egzokarp, tu zwany flawedo) jest cienka, barwna i bogata w olejki eteryczne. Wewnętrzna część skórki (mezokarp, tu zwany albedo) jest biała, gąbczasta i bogata w kwas askorbinowy i pektyny. Wewnętrzna część owocni (endokarp) ma postać cienkiej błonki wyścielającej poszczególne komory rozrośniętej zalążni. Poszczególne cząstki owoców cytrusowych są zatem wypełnioną miąższem i nasionami komorą zalążni powstałą z pojedynczego owocolistka. Miąższ wewnątrz komory powstaje z wyrostków komórek wewnętrznej części owocni, tworzących błonkę. Wyrostki te, maczugowatego kształtu, stłoczone, wypełniają gęsto wnętrze rozrośniętych komór i zawierają duże wakuole z sokiem komórkowym. Owoce długo dojrzewają na gałęziach, tak że często na jednym drzewie wiszą owoce w różnej fazie dojrzałości i równocześnie pojawiają się kolejne kwiaty. Nasiona okryte są gładką lub pomarszczoną łupina nasienną, często zawierają wiele zarodków, które podobnie jak liścienie są mleczno białe lub zielone, rzadko żółte. U niektórych odmian owoce są beznasienne ponieważ powstają bez zapłodnienia (owoce partenokarpiczne).

## Systematyka
Łatwość z jaką gatunki cytrusów tworzą mieszańce, zdolność do rozmnażania apomiktycznego i w końcu co najmniej trwająca od kilku tysięcy lat hodowla sprawiają wiele kłopotów z klasyfikacją systematyczną roślin tego rodzaju. W zależności od autora w przeszłości wyodrębniano w tym rodzaju od 1 do 162 gatunków. W drugiej połowie XX wieku przyjmowano zwykle klasyfikację Waltera Tennysona Swinga, który wyróżnił w obrębie rodzaju 16 gatunków. Od końca XX wieku kolejne prace systematyczne bazujące na kompleksowej analizie cech morfologicznych i chemotaksonomicznych wskazywały na niewłaściwe wyodrębnianie takich rodzajów jak Eremocitrus, Fortunella, Microcitrus i Poncirus. Prace bazujące na analizie budowy molekularnej DNA chloroplastowego potwierdziły zagnieżdżenie tych drobnych rodzajów w obrębie innych przedstawicieli rodzaju Citrus, co więcej okazało się, że najwyraźniej także rodzaje Clymenia i Oxanthera zagnieżdżone są w obrębie kladu Citrus. 
Z analiz filogenetycznych wynika, że rodzaj Citrus tworzą dwa duże klady. Do grupy gatunków o wspólnym pochodzeniu i występujących w południowej części zasięgu rodzaju należą: przedstawiciele drobnych rodzajów Microcitrus i Eremocitrus rosnący w Australii i na Nowej Gwinei, Oxanthera z Nowej Kaledonii, Clymenia z Nowej Irlandii oraz cytron (Citrus medica) i Citrus indica. W obrębie drugiej grupy cytrusów klad bazalny tworzy poncyria trójlistkowa (Poncyria trifoliata=Citrus trifoliata). Grupę siostrzaną dla pozostałych cytrusów tworzy dawny rodzaj Fortunella i Citrus halimii. 
Synonimy taksonomiczne
Afraurantium  A. Chev., Aurantium Mill., Limon Mill., Pleurocitrus  Tanaka
Przy szerszym ujęciu taksonomicznym rodzaju synonimami taksonomicznymi są także:
×Citrofortunella J. W. Ingram & H. E. Moore, Clymenia Swingle, Eremocitrus Swingle, Feroniella Swingle, Fortunella Swingle, Microcitrus Swingle, Oxanthera Montrouz., Poncirus Raf.
Pozycja systematyczna według APweb (aktualizowany system APG III z 2009)
Rodzaj należący do rodziny rutowatych (Rutaceae Juss), rzędu mydleńcowców (Sapindales) Dumort., kladu różowych (rosids). W obrębie rutowatych należy do podrodziny Aurantioideae, plemienia Citreae, podplemienia Citrinae.
Pozycja rodzaju w systemie Reveala (1993-1999)
Gromada okrytonasienne (Magnoliophytina Cronquist), podgromada Magnoliophytina Frohne & U. Jensen ex Reveal, klasa Rosopsida Batsch, podklasa różowe (Rosidae Takht.), nadrząd Rutanae Takht., rząd rutowce (Rutales Perleb), rodzina rutowate (Rutaceae Juss.), plemię Citreae Meisn., podplemię Citrinae Engl. in Mart., rodzaj cytrus (Citrus L.).
Podział rodzaju
Klad o zasięgu południowym:
- Citrus medica L. – cytron (cedrat)
- Citrus indica Tanaka
- Citrus polyandra Tanaka (syn. Clymenia polyandra (Tanaka) Swingle)
- Citrus neocaledonica Guillaumin (syn. Oxanthera neocaledonica (Guillaumin) Tanaka)
- Citrus garrawayae F. M. Bailey (syn. Microcitrus garrowayae (F. M. Bailey) Swingle)
- Citrus australasica F. Muell. (syn. Microcitrus australasica (F. Muell.) Swingle)
- Citrus warburgiana F. M. Bailey (syn. Microcitrus warburgiana (F. M. Bailey) Tanaka)
- Citrus inodora F. M. Bailey (syn. Microcitrus inodora (F. M. Bailey) Swingle)
- Citrus australis (A. Cunn. ex Mudie) Planch. (syn. Microcitrus australis (A. Cunn. ex Mudie) Swingle)
- Citrus glauca (Lindl.) Burkill (syn. Eremocitrus glauca (Lindl.) Swingle)
- Citrus wintersii Mabb. (syn. Microcitrus papuana Winters)
- Citrus gracilis Mabb.

Klad o zasięgu północnym:
- Citrus trifoliata L. (syn. Poncirus trifoliata (L.) Raf.) – poncyria trójlistkowa
- Citrus japonica Thunb. (syn. Fortunella japonica (Thunb.) Swingle) – kumkwat japoński(inne języki)
- Citrus margarita Lour. (syn. Fortunella margarita (Lour.) Swingle) – kumkwat perłowy
- Citrus swinglei (syn. Fortunella polyandra)
- Citrus halimii B. C. Stone
- Citrus reticulata Blanco – mandarynka
- Citrus tachibana (Makino) T. Tanaka
- Citrus jambhiri Lush.
- Citrus cavaleriei H. Lév. ex Cavalerie (syn. Citrus ichangensis Swingle)
- Citrus maxima (Burm.) Merr. – pomarańcza olbrzymia, pompela
- Citrus latipes (Swingle) Tanaka
- Citrus hystrix DC. – papeda
- Citrus macroptera Montrouz.
- Citrus celebica Koord.

Inne taksony pochodzenia głównie mieszańcowego:
- cytryna zwyczajna (Citrus limon (L.) Burm. f.)
- cytryna Meyera (Citrus limonelloides)
- lima (limonka) (Citrus aurantifolia (Christm.) Swingle)
- pomarańcza gorzka (pomarańcza kwaśna) (Citrus aurantium L., syn. C. aurantium subsp. amara Engler)
- pomarańcza bergamota (Citrus aurantium ssp. bergamia)
- pomarańcza limeta (limeta, limeta kwaśna) (Citrus limetta Risso)
- pomarańcza chińska (pomarańcza słodka) (Citrus sinensis (L.) Osbeck)
- citrofortunella – mieszańce różnych gat. cytrusów z kumkwatem
- cytranga – mieszaniec pomarańczy gorzkiej z poncyrią trójlistkową (Poncirus trifoliata)
- cytrangokwat – mieszaniec poncyrii trójlistkowej i kumkwatu
- grejpfrut (grape-fruit) (Citrus x paradisi Macfad. (pro sp.) – krzyżówka pomarańczy gorzkiej z innym gatunkiem, być może z p. olbrzymią
- kalamondin – mieszaniec mandarynki z kumkwatem
- klementynka – mieszaniec pomarańczy gorzkiej z mandarynką, o owocach pozbawionych nasion
- limkwat mieszaniec limonki z kumkwatem
- sweetie mieszaniec grejpfrutu z pomarańczą olbrzymią
- tangelo (Citrus x tangelo J. Ingram & H. Moore) – mieszaniec mandarynki i grejpfruta.

## Zastosowanie
- Kulinaria. Owoce różnych gatunków cytrusów i ich mieszańców są jadalne, a rośliny te są uprawiane w wielu krajach świata, w niektórych krajach stanowią ważne źródło ich dochodu.
- Rośliny lecznicze: cytrusy zawierają dużo witamin, szczególnie witaminy C, która podnosi odporność organizmu i pomaga uchronić się przed grypą. Dodatkowo są źródłem składników mineralnych (potasu i wapnia), białka i kwasów organicznych. Dzięki temu składowi skutecznie chronią przed wieloma poważnymi chorobami, np. awitaminozami, nowotworami i miażdżycą.
- Rośliny te są także z powodzeniem wykorzystywane w przemyśle kosmetycznym oraz spożywczym. Służą do produkcji perfum (np. bergamota) oraz dżemów, soków, lodów i innych smakołyków.
- Rośliny ozdobne. W krajach o ciepłym klimacie wiele gatunków jest uprawiane w ogrodach, parkach, na skwerach. W Polsce ze względu na klimat niektóre gatunki są uprawiane jako rośliny pokojowe